# 5 donne per l'assassino
5 donne per l'assassino è un film del 1974 diretto da Stelvio Massi.

## Trama
Giorgio Pisani, scrittore pavese di grande successo, giunto all'aeroporto di Milano, apprende telefonicamante da zia Marta che sua moglie Erica sta per dare alla luce un bambino. Emozionato, Giorgio si precipita nella sua villa di Pavia ma, al suo arrivo, ad attenderlo vi è Lidia, dottoressa amica di famiglia. Zia Marta aveva avvertito Lidia che Erica stava accusando doglie da parto e, Lidia, si era precipitata alla villa per dare assistenza alla donna. Lidia, costernata, avverte Giorgio che sua moglie è morta durante il parto. Sconvolto dagli eventi, Giulio organizza il funerale della moglie e, qualche giorno dopo, apprende da Lidia di essere sterile. Giorgio versa in uno stato di profondo dolore: vive nell'angoscia che la moglie lo abbia tradito e che il bambino venuto alla luce non sia suo figlio. Nel frattempo il piccolo è accudito dalla zia Marta ed è seguito dal migliore pediatra della città, il professor Betti, superiore di Lidia.
Nel frattempo nella città pavese un misterioso assassino uccide alcune donne. La polizia indaga sui delitti. Le donne uccise erano tutte in stato interessante: dopo averle sventrate l'assassino incide nel pube delle vittime uno strano simbolo tribale rappresentante la fertilità. Dopo tre efferati delitti, la polizia sospetta che l'assassino sia il signor Pisani. Anche Lidia subisce un'aggressione. Al termine, la polizia, in accordo con Giorgio, tenderà una trappola all'omicida. Catturato l'assassino si rivela essere proprio Lidia. La donna, che aveva falsificato le analisi di Giorgio, rivela all'uomo di avergli mentito circa la sua sterilità. L'uomo, infatti, è perfettamente in grado di avere figli. Affetta da sterilità è invece la stessa Lidia che, dopo aver appreso il suo stato di infertilità, aveva ucciso tutte le donne non affette da tale impedimento. Anche Erica era morta per mano di Lidia. L'aggressione di Lidia, invece, era stata solo simulata dalla stessa assassina. Giorgio si rende conto, dunque, che il bambino è veramente suo figlio e che sua moglie, Erica, non lo aveva mai tradito. Completamente fuori di sé, Lidia viene tratta in arresto dalla polizia.
Quando le indagini sembrano concluse si scopre, però, che una delle donne uccise non era in stato interessante e, pertanto, Lidia non avrebbe avuto nessun interesse nell'ucciderla. L'assassino dell'infermiera si rivela essere il professor Betti. Nel tentativo di liberarsi della donna il professor Betti aveva ucciso la donna seguendo il medesimo rituale dall'assassino, allo scopo di far attribuire al maniaco anche il delitto dell'infermiera.

## Produzione
Il film è stato prodotto da Les Film La Bouette in collaborazione della Thousand Cinematografica.

## Distribuzione
Il film è stato distribuito in vari paesi, con svariati titoli:
- Italia 4 dicembre 1974  5 donne per l'assassino (distribuito dalla Alpherat S.p.a.)
- Portogallo 15 agosto 1980  Amar Foi a Sua Perdição
- Germania Ovest settembre 1985 (video premiere) Day-Killer
- Spagna Cinco mujeres para un asesinato
- Regno Unito Five Women for the Killer

## Accoglienza
( Segnalazioni Cinematografiche, vol. 78, 1975.)

Il film riceve delle recensioni prevalentemente medio-basse: sul sito Internet Movie Database riceve un punteggio di 5,7/10, su MYmovies.it ha un punteggio di 1,8/5; il sito FilmTv gli viene affidato invece un punteggio di 5,3/10.